# Florian Grossert
Florian Grossert (* 6. März 1985 in Berlin) ist ein deutscher Fußballspieler.

## Karriere

### Anfänge in Berlin und Potsdam
Der aus Charlottenburg stammende Defensivspieler erlernte das Fußballspielen beim lokalen Verein FC Brandenburg 03. Noch als Jugendlicher wechselte er 2002 zum SV Babelsberg 03 nach Potsdam, für den er am 9. Mai 2003 als 17-Jähriger erstmals in der Regionalliga der Herren auflief und im Verlauf der Spielzeit 2002/03, in welcher Babelsberg den Abstieg in die viertklassige Oberliga Nordost hinnehmen musste, zu insgesamt vier Einsätzen kam. In der Oberliga-Saison 2003/04 absolvierte Grossert daraufhin weitere sechs Einsätze für Babelsbergs Herrenmannschaft und erzielte in diesen auch sein erstes Ligator, zumeist spielte er jedoch weiterhin für die A-Jugend des Vereins, der den angestrebten Wiederaufstieg in die Regionalliga verpasste. So kam Grossert in den folgenden zwei Spielzeiten 2004/05 und 2005/06 zu weiteren 42 Einsätzen für Babelsberg in der Oberliga, bevor er den Verein im Sommer 2006 verließ.

### Wechsel ins Rheinland und Rückkehr nach Ostdeutschland
Zunächst schloss sich Grossert dem Südwest-Oberligisten Eintracht Trier an und belegte mit dem Liga-Neuling auf Anhieb Platz fünf der Abschlusstabelle 2006/07, wozu er selbst mit einem Tor in 27 Einsätzen beigetragen hatte. Grossert wechselte jedoch im Anschluss an die Saison zurück in den Nordosten Deutschlands, wo er sich dem Oberliga-Aufsteiger 1. FC Gera 03 anschloss und in der Spielzeit 2007/08 vier Tore in 28 Einsätzen erzielte. Mit der Einführung der 3. Liga wurde die Oberliga im Sommer 2008 allerdings zur fünften Spielklasse abgewertet, woraufhin Grossert zum Regionalliga-Aufsteiger Türkiyemspor Berlin wechselte.
2008/09 erzielte Grossert in 23 Einsätzen drei Tore für Türkiyemspor und trug damit zum in dieser Spielzeit erreichten Klassenerhalt der Berliner bei. In der Folgesaison 2009/10 spielte Türkiyem erneut gegen den drohenden Abstieg, wobei sich Grossert während der Hinrunde zum besten Torschützen seiner Mannschaft entwickelte und in 16 Einsätzen acht Tore erzielte, davon fünf per Strafstoß.

### Stationen in Rostock und Dresden
In der Winterpause verließ Grossert die Berliner, als er nach einem Probetraining unter Andreas Zachhuber vom Zweitligisten Hansa Rostock unter Vertrag genommen wurde. Dabei leistete Hansa eine Ablösezahlung in Höhe von 6000 Euro an Berlin. Zunächst spielte Grossert für die Ostseestädter weiterhin in der Regionalliga, in der Hansas Reservemannschaft als direkter Konkurrent Türkiyemspors gegen den Abstieg spielte. Am letzten Spieltag der Zweitliga-Saison 2009/10 bestritt Grossert schließlich sein Profidebüt, als er im Spiel gegen Düsseldorf eingewechselt wurde. Hansa stieg im Folgenden jedoch in die 3. Liga ab und zog zur Kostenreduzierung die eigentlich für die Regionalliga qualifizierte Reservemannschaft in die Oberliga zurück, woraufhin der neu eingesetzte Trainer Peter Vollmann nicht mehr mit Grossert plante.
Grossert wechselte daraufhin zur Saison 2010/11 zur ebenfalls in der 3. Liga spielenden SG Dynamo Dresden. Unter Trainer Matthias Maucksch konnte er sich dort zunächst nicht durchsetzen und absolvierte lediglich fünf Einsätze binnen 32 Spieltagen, so dass er teils auch für die Reservemannschaft in der Oberliga spielte. Als Maucksch nachfolgend durch Ralf Loose ersetzt wurde, wurde Grossert mit einer Einwechslung sowie fünf weiteren Einsätzen in der Startaufstellung während der letzten sechs Spieltage zur Stammkraft im Dresdner Drittliga-Team, das sich schließlich auf dem dritten Platz der Abschlusstabelle wiederfand. Die damit erreichten Relegationsspiele um den Aufstieg in die 2. Bundesliga gewann Dynamo gegen den VfL Osnabrück, Grossert kam hierbei jedoch nicht mehr zum Einsatz. Die folgende Zweitligasaison plante der Verein schließlich ohne Grossert.

### Über Potsdam nach Zwickau und Plauen
Grossert schloss sich daraufhin dem Drittligisten SV Babelsberg 03 an, womit er nach fünf Jahren zu seinem Potsdamer Stammverein zurückkehrte. Unter Trainer Dietmar Demuth kam Grossert daraufhin zu 16 Einsätzen in der Spielzeit 2011/12, an deren Ende die Mannschaft mit dem 17. Platz der Abschlusstabelle den Klassenerhalt erreichte.
Im Juli 2012 wechselte Grossert zusammen mit dem Babelsberger Torhüter Marian Unger zum FSV Zwickau in die Regionalliga Nordost. Nach einer Saison beim FSV wurde Grossert im August 2013 für die Saison 2013/14 an den VFC Plauen ausgeliehen, der ebenfalls in der Regionalliga Nordost spielte. Im Sommer 2014 verpflichteten ihn die Vogtländer fest. In der Winterpause verließ er den Verein, der ein Insolvenzverfahren eröffnet hatte, und wechselte im Januar 2015 zum VfB Auerbach. Zur Spielzeit 2015/16 kehrte Grossert zurück zum VFC Plauen, der inzwischen aus der Regionalliga in die Oberliga abgestiegen war.